# قلعه‌نو (کلات)
قلعه‌نو (کلات)، روستایی از توابع بخش زاوین شهرستان کلات در استان خراسان رضوی ایران است.
این روستا در ۴۵ کیلومتر جاده کلات به مشهد قرار دارد. 

## پیشینه

### نام
قلعه نو به انگلیسی/QALE NO  به لاتین کردی , "GELÊ NÛ"
نام روستا از دو کلمه قلعه و نو ساخته شده در مورد کلمه قلعه دو نظر وجود دارد:
1) قلعه در زبان فارسی به معنای  دژ و بارو ست که با این وجود دژ نو
2)ولی طبق نام ترکی این روستا و کلمه قله/QALE که در شمال خراسان مرسوم برای نامیدن روستاست قله نو/QALE NO  یا همان روستای تازه که از سال ساختش مشخص است
" قله در واقع کلمه کردی کُرمانجی ست که از گل/GAL( لاتین کُرمانجی/GEL ) به معنی جمعیت که در فارسی گ به ق تبدیل که تلفظ اصلی این کلمه که کردهای خراسان درست تلفظ می کنند، بین ک و گ ست و پس وند ه/E ساخته شده‌ است "

### نژاد
اکثریت مردم این روستا از دو قومیت ترک و کرد کُرمانج می باشند.
ترکهای این منطقه غالبا از روستاهای مجاور از قبیل آقداش و بُلان هستند که در گویش کُرمانجی در روستای قلعه نو، به آن‌ها کِرکِز/QERQEZ گفته می شود که با توجه به بدون پیشینه بودن این نام، محتمل است که به علت شباهت چهره و زبان مشترک آنان با اقوام چِرکِس (به کُرمانجی: چِرکِز/ÇERKEZ) در آناتولی میانه که زادگاه کردهای این روستاست، این نام هم از همان جا گرفته شده و به قدیمی‌ترین و نزدیک‌ترین اقوام داده شده باشد؛ ترک‌ها، بومیان گذشته ی این منطقه در کلات بوده‌اند که از آسیای میانه و از همسایگی ایران، ترکمنستان که زمانی جزو ایران بوده است، نیز اقوامی به این منطقه ی خلوت و امن کوهستانی پناه آورده و با سایر اقوام بومی درآمیخته اند.
کردهای کُرمانج این منطقه با توجه به شندیده‌های بزرگان روستا، شامل مهاجرانی از قبیله ی شیخان/şeyxan و عشیره ی رشوانی/reşo می باشند؛ گرچه برخی تفاوتهای واژگانی این میان وجود دارد با اینحال اصالت زبان کُرمانج های این منطقه را به منطقه روژآو (Rojavaya Kurdistanê)ی کردستان و کردستان سوریه می‌توان نسبت داد و البته ریشه ی عشیره ی شیخان نیز به منطقه ی رشته کوههای شیخان عراق که نَسَبی ایزدی دارند بازمی گردد.

### ساکنین اولیه ی قلعه نو
از بافت ساختمانی قلعه نو می توان دو روستا (محله) ی قدیمی تر با نام های ولی خان و قلعه نو را از یکدیگر تشخیص داد گرچه که اکنون با گسترش روستا، در هم آمیخته شده اند اما همچنان برخی قدیمی ها این تفکیک را در نظر دارند.
بنا به برخی روایت های محلی، ساکنین اولیه ی روستای قلعه نو مهاجرینی از روستای آقداش بوده اند اما پس از ساکن شدن مهاجران کُرمانج، درگیری هایی بر سر زمین میان این دو قوم مهاجر، اتفاق می افتد که بعداً با مصالحه و بوجود آمدن پیوندهایی بین این دو قوم مهاجر، اختلافات نیز به فراموشی سپرده می شود.

## جمعیت
این روستا در دهستان زاوین قرار دارد و براساس سرشماری مرکز آمار ایران در سال ۱۳۸۵، جمعیت آن ۱٬۱۶۸ نفر (۳۱۲خانوار) بوده‌است.

## آموزش
این روستا دارای دو باب مدرسه در مجاورت یکدیگر است: دبستان ۶ کلاسهٔ شهید دربندی؛ و مدرسهٔ راهنمایی ۳ کلاسهٔ شهید سعیدیان دارای آزمایشگاه مجهزی که در سال تحصیلی ۱۴۰۰-۱۳۹۹ با همت خیر محترمه بانوی بازنشسته آموزش و پرورش حمیده جلالی و پیگیری حسن افشاری مدیر وقت مدارس قلعه نو روستا تکمیل گردید و در سال ۱۴۰۱ مجهز به کارگاه رایانه با ۶ کلاینت نیز شد.

## بزرگان
از بزرگان روستای قلعه نو می توان به حاج ابراهیم قنبریان اشاره کرد که در دوران خود خدمات قابل توجهی انجام داد خدماتی که بخاطر آن سال ها بعد نیز از او به نیکی یاد می گردد همچنین از دیگر مردان تاثیر گذار قلعه نو می توان به حاج اسماعیل سعیدیان ،حاج عیسی بهادر،نورمحمد افشاری،حاح رمضان افشاری حاج بدل بدلپور اشاره کرد
همچنین از بانوان تاثیر گذار می توان فاطمه افشاری را نام برد که به پسران و دختران زیادی قرآن آموزش می داد و بسیار پر تلاش بود 

## ارتباطات
علاوه بر خطوط تلفن ثابت که بر بستر سیم مسی، اینترنت پرسرعت ADSL شرکت مخابرات را به متقاضیان در این روستا واگذار می‌کند، قلعه نو دارای پوشش کامل همراه اول با پشتیبانی از نسل چهارم شبکه تلفن همراه با همت اعضای شورای اسلامی روستای قلعه نو (محمد‌بدلپور، مصطفی‌دهقان، حسن‌افشاری‌قلعه‌نو) و دهیاران (رضا افشاریان و در ادامه علی جمالی) می باشد.